# Trolleybus de Limoges
Le trolleybus de Limoges est un système de transport en commun de l'agglomération de Limoges.
Le réseau de trolleybus a été créé à Limoges à partir de 1943, en supprimant progressivement, jusqu'en 1951, les lignes de l'ancien tramway de Limoges. La ville a depuis toujours été fidèle à la traction électrique et les lignes ont été allongées au cours du temps. Limoges est une des quatre villes françaises à disposer d'un réseau de trolleybus, avec Lyon, Nancy et Saint-Étienne.
En 2012, on compte 32,5 km de lignes électrifiées soit 130 km de câbles. La tension du réseau est de 750 V, en courant continu. Les cinq lignes de trolleybus représentent environ 53 % des personnes transportées et le tiers des kilomètres parcourus sur le réseau.

## Historique

### L'arrivée du trolleybus

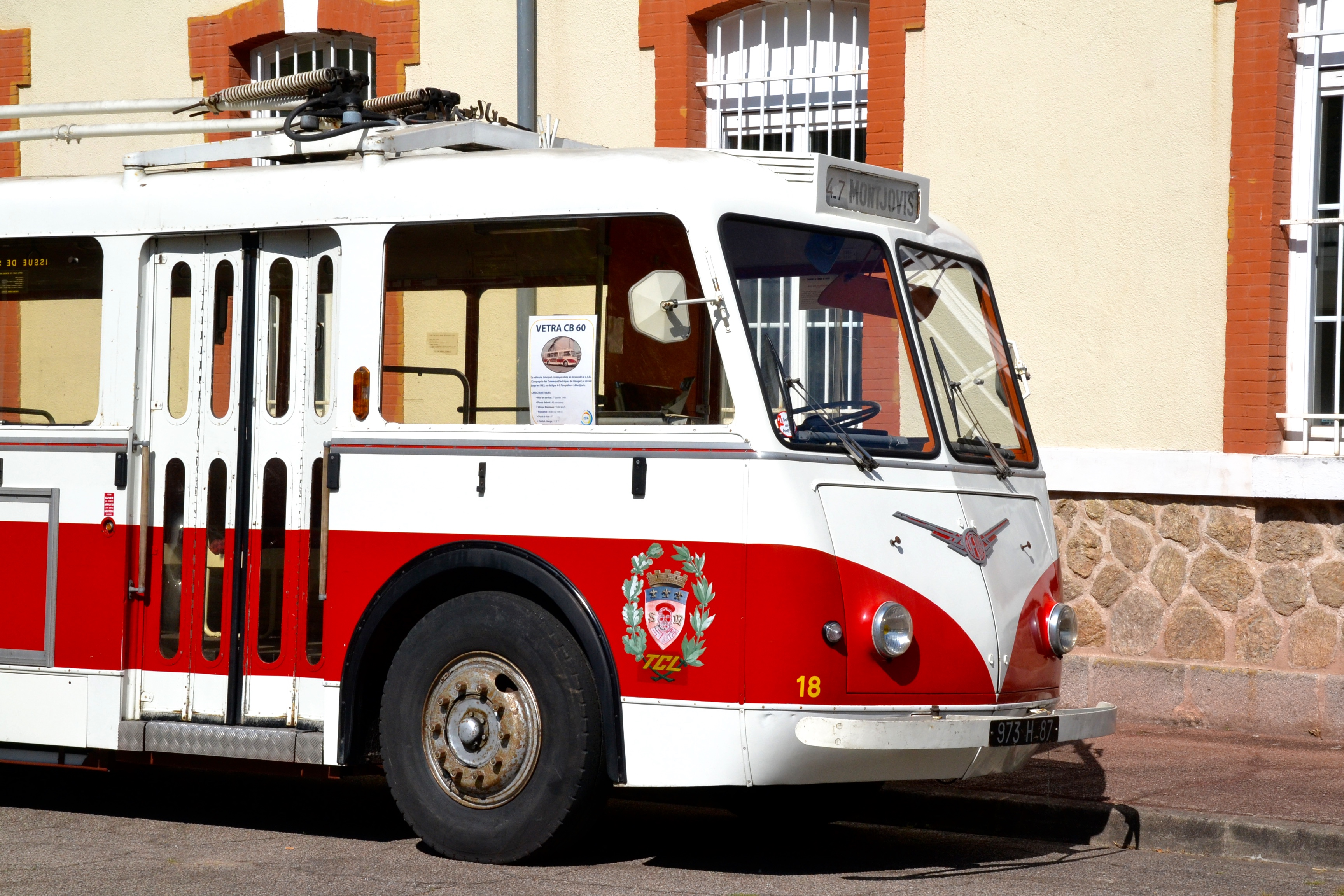
Un ancien Vétra CB60 de Limoges, exposé en 2015.

Le trolleybus fait son apparition à Limoges en juillet 1943. Il est destiné à remplacer le tramway urbain vieillissant et en mauvais état. La municipalité de Limoges et les dirigeants de la Compagnie des Tramways Électriques de Limoges ont pris cette décision après une visite à Liège, qui a adopté ce mode de transport en 1930.
Un premier plan fait état de cinq lignes. Il est étendu à huit lignes, et obtient l'accord de l'État par arrêté ministériel le 15 septembre 1939. Ralentis par la guerre, les travaux de réalisation de la première ligne sont achevés en 1943 ; le 14 juillet 1943, la C.T.E.L. inaugure sa première ligne de trolleybus, qui porte le no 2 et relie la place Carnot à l'avenue Baudin. Le service est alors assuré par des Vétra CB60. Les véhicules sont construits par la société Vétra, qui durant l'Occupation délocalise son activité de Paris à Limoges.
Jean Lefebvre fut conducteur de trolleybus à Limoges pendant une année à la fin de la seconde guerre mondiale.
Au mois d'octobre suivant c'est au tour de la ligne 3 d'être convertie au trolleybus avec là encore des CB60 en service. La ligne est directement fusionnée avec la ligne 2, ce qui explique l'absence de ligne 3 dans le réseau actuel. En novembre 1945 c'est au tour de la ligne 6 de voir le tramway remplacé par le trolleybus puis en octobre 1948 la ligne 4 se voit desservie par des trolleybus. Le remplacement des tramways sur les lignes 5 et 1, respectivement en mars et juillet 1951, met fin définitivement à la circulation de tramway urbain à Limoges.
L'ouverture d'une sixième ligne portant le numéro 9 en mai 1953 porte à 26 km la taille du réseau de trolleybus de Limoges, alors qu'en 1954 la Compagnie des Tramways Électriques de Limoges (CTEL) devient la Compagnie des Trolleybus de Limoges (CTL). Les extensions du réseau en 1963 et 1965 porte le réseau à sa taille actuelle soit 32 km de voies équipées de lignes aériennes.

### Confirmation et extension du réseau
Preuve de cet engagement pour le trolleybus, la Compagnie devient Compagnie des Trolleybus de Limoges le 17 décembre 1954. À rebours du choix largement effectué par les autres réseaux français, qui abandonnent le trolleybus au profit de l'autobus, Limoges conserve et développe son réseau, notamment en acquérant d'anciens véhicules du réseau de trolleybus parisiens. Le parc est entièrement renouvelé dans les années 1970 et 1980, notamment avec l'acquisition de quarante nouveaux véhicules Renault ER 100 entre 1983 et 1985, qui sont autonomes en cas de panne avec leur moteur diesel.
Un autre renouvellement du parc s'effectue entre 2005 et 2013, et voit l'ensemble des Renault ER 100 remplacés par des Irisbus Cristalis, et quatre Hess Swisstrolley 4. Le maire élu en 2014, Émile Roger Lombertie, exprime toutefois son envie de voir les fils des trolleybus supprimés.
Le projet de réorganisation du réseau à l'horizon 2020-2023 va modifier certaines lignes du réseau. Une extension de la ligne 2 avec un terminus près de l'hôpital Mère-Enfant est prévue. Les lignes 1, 2, 5 et 6 vont être réorganisées avec l'arrivée du BHNS vers 2023.
La future ligne B du BHNS pourrait être exploitée avec des trolleybus.
Quatre nouveaux trolleybus Crealis IMC pour la ligne 4 sont commandés par Limoges Métropole en janvier 2022 

## Les lignes
Le réseau de trolleybus de lignes est constitué en 2020 de cinq lignes. Il est calqué sur l'ancien réseau du tramway de Limoges dont il reprend les numéros de ligne et les tracés initiaux. Tracés qui ont été par la suite étendus.
| Ligne | Caractéristiques | Caractéristiques                | Caractéristiques                | Caractéristiques                | Caractéristiques                | Caractéristiques                           | Caractéristiques                         | Caractéristiques                | Caractéristiques                |
| 1     | Route de Lyon ⥋ Porte Louyat | Route de Lyon ⥋ Porte Louyat    | Route de Lyon ⥋ Porte Louyat    | Route de Lyon ⥋ Porte Louyat    | Route de Lyon ⥋ Porte Louyat    | Route de Lyon ⥋ Porte Louyat               | Route de Lyon ⥋ Porte Louyat             | Route de Lyon ⥋ Porte Louyat    | Route de Lyon ⥋ Porte Louyat    |
| ----- | --- | ------------------------------- | ------------------------------- | ------------------------------- | ------------------------------- | ------------------------------------------ | ---------------------------------------- | ------------------------------- | ------------------------------- |
| 1     | Ouverture / Fermeture 5 juillet 1951 / — | Longueur —                      | Durée 30 min                    | Nb. d’arrêts 21                 | Matériel Cristalis ETB 12       | Jours de fonctionnement L, Ma, Me, J, V, S | Jour / Soir / Nuit / Fêtes O / — / N / N | Voy. / an 1,26 million          | Dépôt Clos Moreau               |
| 1     | Desserte : Limoges et Panazol - Principaux arrêts desservis : • Rte de Lyon - Chastaingt - Rue de Toulouse - Mairie - Pl. Carnot - Pte de Louyat                     |                                 |                                 |                                 |                                 |                                            |                                          |                                 |                                 |
| 1     | Autre : Circule de 6h16 à 20h48 avec une fréquence d'environ 10 minutes.                                                                                             |                                 |                                 |                                 |                                 |                                            |                                          |                                 |                                 |
| 1     | Dernière actualisation : — |                                 |                                 |                                 |                                 |                                            |                                          |                                 |                                 |
| 2     | Pierre Curie ⥋ Pôle La Bastide | Pierre Curie ⥋ Pôle La Bastide  | Pierre Curie ⥋ Pôle La Bastide  | Pierre Curie ⥋ Pôle La Bastide  | Pierre Curie ⥋ Pôle La Bastide  | Pierre Curie ⥋ Pôle La Bastide             | Pierre Curie ⥋ Pôle La Bastide           | Pierre Curie ⥋ Pôle La Bastide  | Pierre Curie ⥋ Pôle La Bastide  |
| 2     | Ouverture / Fermeture 14 juillet 1943 / — | Longueur —                      | Durée 25 min                    | Nb. d’arrêts 18                 | Matériel Cristalis ETB 12       | Jours de fonctionnement L, Ma, Me, J, V, S | Jour / Soir / Nuit / Fêtes O / — / N / N | Voy. / an 1,29 million          | Dépôt Clos Moreau               |
| 2     | Desserte : - Principaux arrêts desservis : P. Curie - Mairie - Carrefour Tourny - Pl. Carnot - La Bastide                                                            |                                 |                                 |                                 |                                 |                                            |                                          |                                 |                                 |
| 2     | Autre : Circule entre 6 h 15 et 20h42 avec une fréquence d'environ 10 minutes.                                                                                       |                                 |                                 |                                 |                                 |                                            |                                          |                                 |                                 |
| 2     | Dernière actualisation : — |                                 |                                 |                                 |                                 |                                            |                                          |                                 |                                 |
| 4     | Montjovis ⥋ Pôle Saint Lazare | Montjovis ⥋ Pôle Saint Lazare   | Montjovis ⥋ Pôle Saint Lazare   | Montjovis ⥋ Pôle Saint Lazare   | Montjovis ⥋ Pôle Saint Lazare   | Montjovis ⥋ Pôle Saint Lazare              | Montjovis ⥋ Pôle Saint Lazare            | Montjovis ⥋ Pôle Saint Lazare   | Montjovis ⥋ Pôle Saint Lazare   |
| 4     | Ouverture / Fermeture 3 novembre 1947 / — | Longueur 6 km                   | Durée 25 min                    | Nb. d’arrêts 17                 | Matériel Crealis IMC            | Jours de fonctionnement L, Ma, Me, J, V, S | Jour / Soir / Nuit / Fêtes O / — / N / N | Voy. / an 1,45 million          | Dépôt Clos Moreau               |
| 4     | Desserte : - Principaux arrêts desservis : Montjovis - Pl. W. Churchill - Mairie - G. Pompidou - Pole St Lazare                                                      |                                 |                                 |                                 |                                 |                                            |                                          |                                 |                                 |
| 4     | Autre : Circule entre 6 h 20 et 20 h 45 avec une fréquence d'environ 10 minutes.                                                                                     |                                 |                                 |                                 |                                 |                                            |                                          |                                 |                                 |
| 4     | Dernière actualisation : — |                                 |                                 |                                 |                                 |                                            |                                          |                                 |                                 |
| 5     | Jean Gagnant ⥋ La Cornue | Jean Gagnant ⥋ La Cornue        | Jean Gagnant ⥋ La Cornue        | Jean Gagnant ⥋ La Cornue        | Jean Gagnant ⥋ La Cornue        | Jean Gagnant ⥋ La Cornue                   | Jean Gagnant ⥋ La Cornue                 | Jean Gagnant ⥋ La Cornue        | Jean Gagnant ⥋ La Cornue        |
| 5     | Ouverture / Fermeture 2 mars 1951 / — | Longueur —                      | Durée 21-28 min                 | Nb. d’arrêts 18                 | Matériel Cristalis ETB 12       | Jours de fonctionnement L, Ma, Me, J, V, S | Jour / Soir / Nuit / Fêtes O / — / N / N | Voy. / an 1,21 million          | Dépôt Clos Moreau               |
| 5     | Desserte : Limoges et Isle - Principaux arrêts desservis : La Cornue - Moulin Blanc - F. Perrin - Pl. W. Churchill - Pl. Jourdan - J. Gagnant                        |                                 |                                 |                                 |                                 |                                            |                                          |                                 |                                 |
| 5     | Autre : Circule entre 6 h 20 et 20 h 51 avec une fréquence d'environ 10 minutes.                                                                                     |                                 |                                 |                                 |                                 |                                            |                                          |                                 |                                 |
| 5     | Dernière actualisation : — |                                 |                                 |                                 |                                 |                                            |                                          |                                 |                                 |
| 6     | Pôle La Bastide ⥋ Maréchal Juin | Pôle La Bastide ⥋ Maréchal Juin | Pôle La Bastide ⥋ Maréchal Juin | Pôle La Bastide ⥋ Maréchal Juin | Pôle La Bastide ⥋ Maréchal Juin | Pôle La Bastide ⥋ Maréchal Juin            | Pôle La Bastide ⥋ Maréchal Juin          | Pôle La Bastide ⥋ Maréchal Juin | Pôle La Bastide ⥋ Maréchal Juin |
| 6     | Ouverture / Fermeture 20 novembre 1945 / — | Longueur —                      | Durée 29 min                    | Nb. d’arrêts 28                 | Matériel Cristalis ETB 12       | Jours de fonctionnement L, Ma, Me, J, V, S | Jour / Soir / Nuit / Fêtes O / — / N / N | Voy. / an 1,24 million          | Dépôt Clos Moreau               |
| 6     | Desserte : Limoges - Principaux arrêts desservis : Mal Juin - Mal Joffre - A. Dutreix - Cité L. Betoulle - Pl. W. Churchill - Gare des Bénédictins - Pôle La Bastide |                                 |                                 |                                 |                                 |                                            |                                          |                                 |                                 |
| 6     | Autre : Circule entre 6 h 00 et 20 h 40 avec une fréquence d'environ 10 minutes.                                                                                     |                                 |                                 |                                 |                                 |                                            |                                          |                                 |                                 |
| 6     | Dernière actualisation : — |                                 |                                 |                                 |                                 |                                            |                                          |                                 |                                 |

### Ligne 1

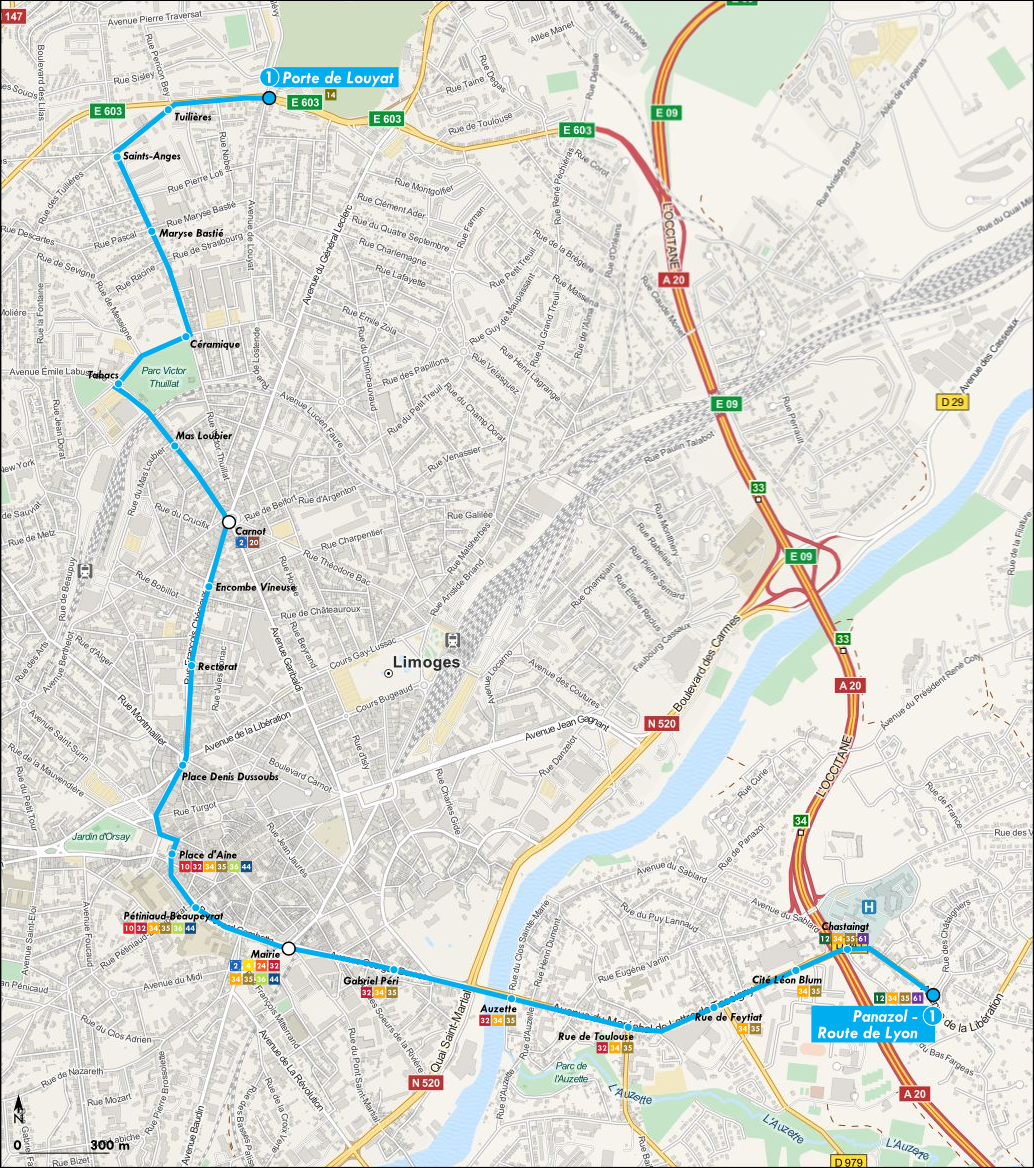
Plan de la ligne 1

La ligne no 1 du trolleybus de Limoges dessert les communes de Limoges (vingt stations) et Panazol (une station). Elle est gérée par la STCL.
Une navette reliant l'arrêt Manderesse / Chastaingt à l'arrêt Mairie de Panazol, reprenant en partie l'itinéraire de la ligne 12, a été créée en 2010 et est exploitée avec un GX117. La fréquence de passage est d'une navette toutes les trente minutes aux heures de pointe (matin, midi et soir) du lundi au vendredi en période scolaire et petites vacances scolaires.
Cette ligne constitue le premier élément dans l'histoire des transports urbains de Limoges. En effet, lorsque la municipalité choisit en 1897 de confier à la Compagnie des Tramways Électriques de Limoges (CTEL) l'exploitation d'un réseau sur la ville, ladite compagnie le fait sur une première ligne qui relie le faubourg du Pont-Neuf, actuelle avenue du Maréchal de Lattre de Tassigny, à la place Carnot.
Historique de la ligne :
- 2 mars 1951 : exploitation provisoire en autobus de la ligne 1 (Place Carnot - Route de Lyon) en remplacement des derniers tramways de Limoges, supprimés la veille ;
- 5 juillet 1951 : remplacement des autobus par des trolleybus et ouverture de la ligne 9 (Place Carnot - Porte de Louyat) ;
- 20 mai 1953 : fusion des lignes 1 (Route de Lyon - Place Carnot) et 9 (Place d'Aine - Porte de Louyat), la ligne 1/9 est exploitée entièrement en trolleybus ;
- Septembre 1991 : la ligne 1/9 devient la ligne 1 du réseau TCL ;
- 16 mai 2006 : mise en service sur la ligne 1 des nouveaux trolleybus Cristalis.

Le projet de réorganisation du réseau 2020-2023 émet l'hypothèse d'une extension de la ligne vers le Pôle La Bastide.

### Ligne 2
La ligne no 2 de trolleybus de Limoges dessert la commune de Limoges. Elle est gérée par la STCL.
Historique :
- 14 juillet 1943 : ouverture de la ligne 2 (Baudin - Place Carnot), première ligne de trolleybus de Limoges ;
- 14 octobre 1943 : ouverture de la ligne 3 (Place Carnot - Cimetière de Louyat) avec fusion des lignes 2 et 3 sous l'indice 2/3 ;
- 1er juillet 1965 : le terminus Baudin est reporté à Pierre Curie ;
- 1968 : prolongement du Cimetière de Louyat à La Bastide ;
- Septembre 1991 : la ligne 2/3 devient la ligne 2 du réseau TCL ;
- 11 janvier 2010 : remplacement des trolleybus ER100H par des trolleybus Cristalis ;
- 20 mai 2019 : nouveau terminus avec l'aménagement du pôle d'échanges multimodal de La Bastide[8].

Le projet de réorganisation du réseau 2020-2023 prévoit une extension de la ligne vers l'hôpital Mère-Enfant.

### Ligne 4

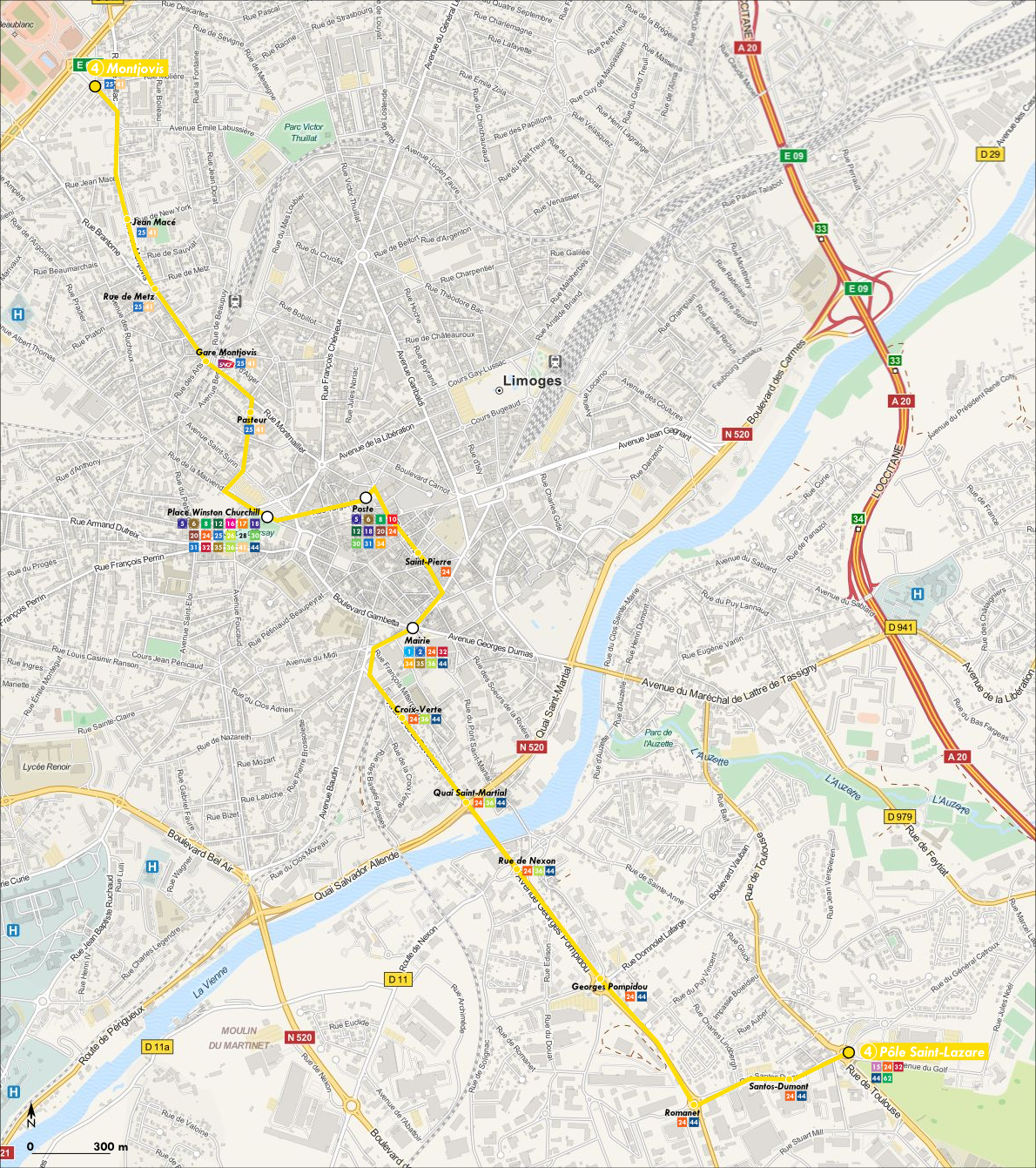
Plan de la ligne 4

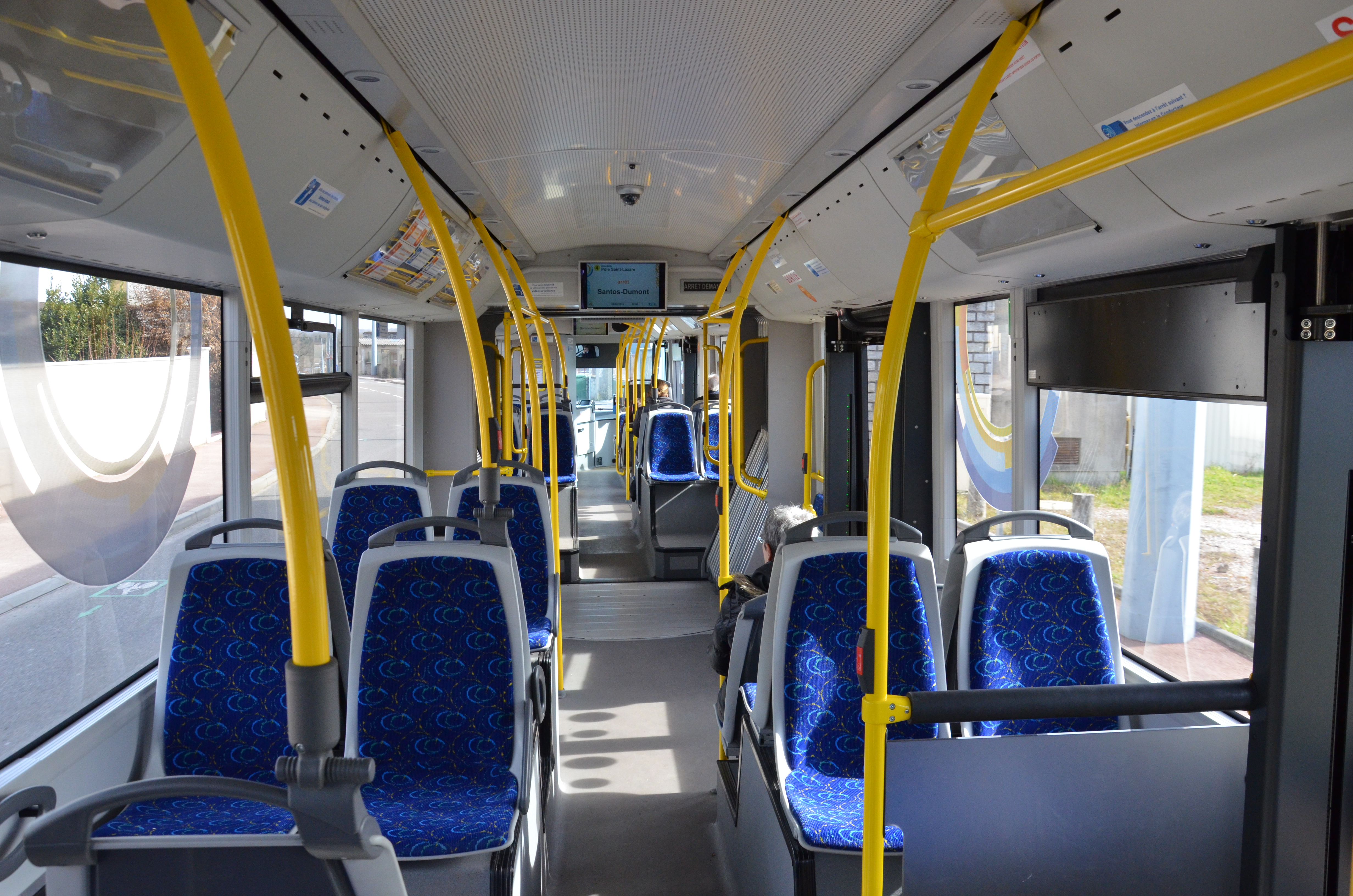
Intérieur d'un Swisstrolley articulé de la ligne 4.

La ligne no 4 de trolleybus de Limoges dessert la commune de Limoges. Elle est gérée par la STCL.
Les trolleybus Irisbus Cristalis ETB12 ont remplacé début 2007 les Renault ER100H construits en 1983.
Historique :
- 3 novembre 1947 : ouverture de la ligne 4 entre Montjovis et Place Denis Dussoubs ;
- Septembre 1948 : prolongement de la Place Denis Dussoubs à Hôtel de Ville ;
- 2 mai 1949 : ouverture de la ligne 7 entre Hôtel de Ville et Pont St Martial avec fusion des lignes 4 (Montjovis - Hôtel de Ville) et 7 (Place Denis Dussoubs - Pont Saint Martial) ;
- 3 septembre 1979 : abandon du terminus Pont Saint Martial, reporté à Georges Pompidou ;
- Septembre 1991 : la ligne 4/7 devient la ligne 4 du réseau TCL ;
- Septembre 1997 : abandon du tronçon Poste - Place Denis Dussoubs - rue Montmailler, remplacé par le tronçon Poste - Rue Turgot - Place Winston Churchill - rue Bernard Palissy ;
- 8 janvier 2007 : mise en service des trolleybus Cristalis en remplacement des ER100H ;
- 6 juillet 2009 : extension de la ligne en traction électrique de 1,5 km entre le terminus « Georges Pompidou » et le « Pôle Saint Lazare » où se situe la nouvelle clinique Chénieux ;
- Décembre 2012 : suppression de la boucle de retournement de Montjovis, trop serrée pour permettre le retournement des trolleybus articulés. Les trolleybus effectuent leur demi-tour en autonomie par la rue de Poitiers ;
- 18 mars 2013 : Mise en service de 4 Swisstrolley 4, premiers modèles articulés du réseau ;
- 18 novembre 2019 : trois nouveaux trolleybus articulés Crealis IMC ont été affectés à la ligne 4[9]. Ils sont 100 % électriques et peuvent circuler en autonomie sur batteries sur une partie de la ligne ;
- Janvier 2020 : électrification de la rue de Poitiers supprimant le demi-tour en autonomie au terminus de Montjovis.
- Janvier 2023 : 4 nouveaux trolleybus Crealis IMC supplémentaires sont mis en service sur la ligne 4

Un projet d'extension de la ligne jusqu'au Palais des sports de Beaublanc est à l'étude, mais aucune date précise n'a été avancée, cette extension accompagnant probablement l'agrandissement du stade de Beaublanc annoncé lors des élections municipales de 2008 par le maire Alain Rodet. Ce projet est relancé par la réorganisation du réseau qui débutera en 2020.
Une navette reliant l'arrêt Pôle Saint-Lazare à l'arrêt Place de l’Europe, reprenant en partie l'itinéraire de la ligne 35, a été créée en 2011 et est exploitée avec un GX117. La fréquence de passage est d'une navette toutes les trente minutes aux heures de pointe (matin, midi et soir) du lundi au vendredi en période scolaire et petites vacances scolaires.

### Ligne 5
La ligne no 5 du trolleybus de Limoges dessert les communes de Limoges et Isle. Elle est gérée par la STCL.
Elle relie les stations Jean-Gagnant et La Cornue.
Le terminus partiel de Les Courrières était autrefois desservie, mais depuis la réorganisation du réseau en 2020 les stations de Porte Bonheur à Les Courrières sont desservies par la ligne 33.
Historique :
- 1er janvier 1950 : exploitation provisoire par autobus, en remplacement des tramways (François Perrin - Gare des Bénédictins) ;
- 2 mars 1951 : remplacement des autobus par des trolleybus ;
- 23 novembre 1963 : abandon du terminus Gare des Bénédictins qui est reporté à Jean Gagnant ;
- 1976 : mise en sens unique de la rue des Arènes vers la Place d'Aine, retour par la rue de l'Amphithéatre ;
- Septembre 1997 : abandon du passage par la Place Denis Dussoubs et reporté rue Turgot ;
- 8 janvier 2001 : prolongement de François Perrin à Roussillon, tronçon desservi auparavant en autonomie ;
- 5 janvier 2004 : fin du terminus au Roussillon, prolongation de la ligne 5 et nouveau terminus à La Cornue ;
- 2 février 2009 : le terminus de Plaisance est prolongé jusqu'au nouvel arrêt Les Courrières (l'exploitation en autonomie par trolleybus du terminus de Plaisance est désormais réalisée par bus pour la branche Les Courrières) ;
- 11 juillet 2011 : mise en service de six Irisbus Cristalis neufs pour la ligne 5 ;
- 2 novembre 2020 : fin de l'exploitation de la branche « Les Courrières » par la ligne 5. La nouvelle ligne 33 Veyrac Bourg ↔️ Place W.Churchill, dessert les Courrières aux heures de pointe.
- 4 janvier 2021 : Pour pallier la suppression des lignes 5 et 16 dans le secteur « Les Courrières » prolongation de la ligne 11 Couzeix Océalim ↔️ Landouge Centre. Lors de certaines courses le terminus s’effectue aux Courrières en desservant les secteurs du Coudert et du Mas Loge.

### Ligne 6
La ligne no 6 du trolleybus de Limoges dessert la commune de Limoges. Elle est gérée par la STCL.
Historique :
- Septembre 1945 : mise en service partielle entre le Faubourg d'Angoulême (Armand Dutreix) et Place Denis Dussoubs ;
- 20 novembre 1945 : ouverture[2] et prolongement de Place Denis Dussoubs à Aristide Briand ;
- 1970 : report du terminus Armand Dutreix au Boulevard du Mas Bouyol ;
- Septembre 1991 : exploitation provisoire de la ligne 6 en autobus, prolongée d'Armand Dutreix à Maréchal Juin ; terminus Aristide Briand reporté à La Bastide 2 ;
- 11 septembre 1996 : reprise de l’exploitation de la ligne 6 en trolleybus après l’électrification des prolongements : Maréchal Juin et La Bastide 2. ;
- 19 mars 2013 : dernière ligne à avoir conservé des ER100.2H, ils sont remplacés par des trolleybus Cristalis ;
- 15 juin 2020 : Pôle La Bastide devient le nouveau terminus de la ligne 6 avec une nouvelle voie réservée aux trolleybus et bus de l'arrêt « Parc de Diane » jusqu'au pôle.

## Matériel roulant

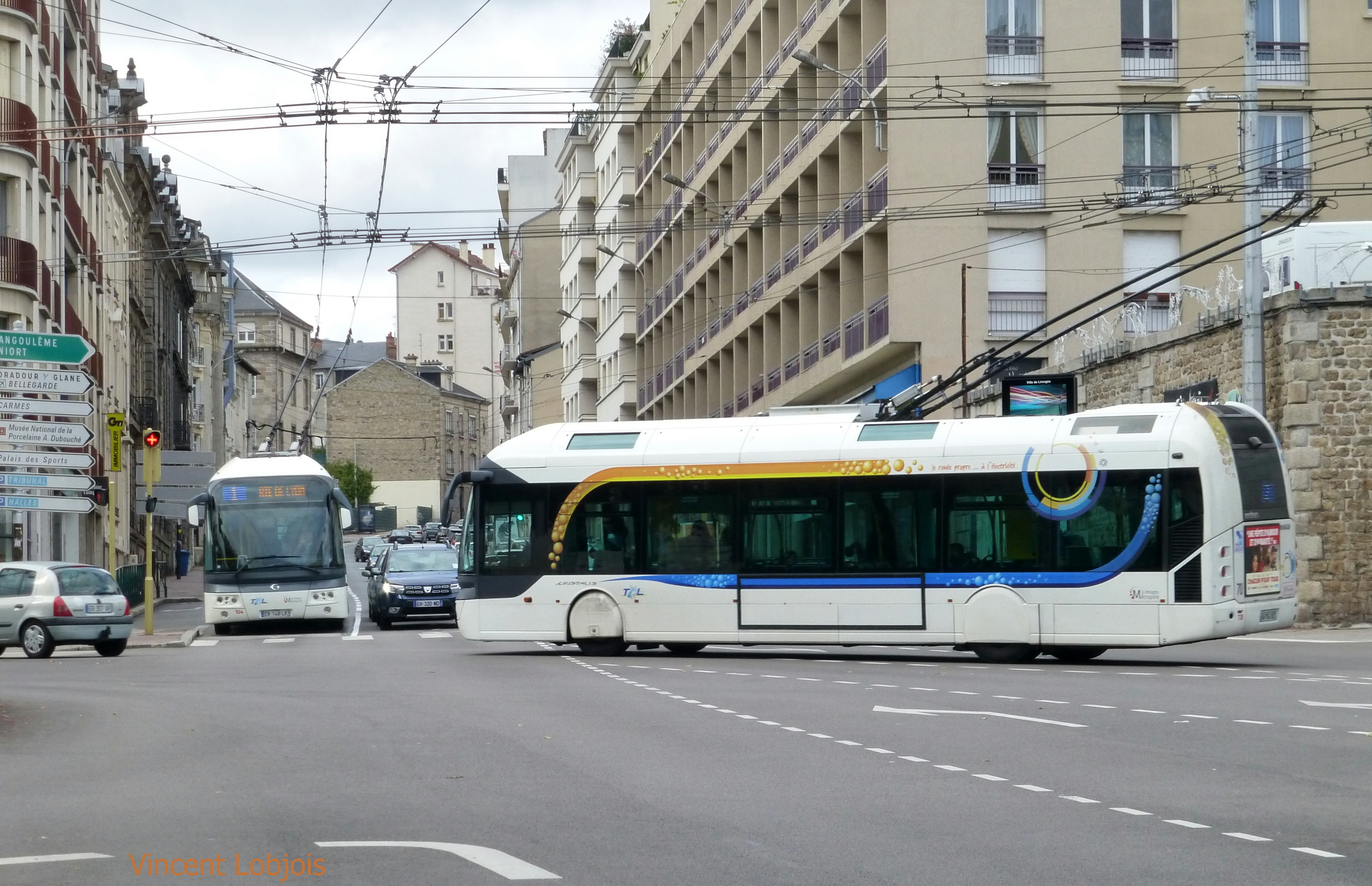
Trolleybus Cristalis ETB 12 des lignes 1 et 2 à « Mairie »

### Matériel actuel

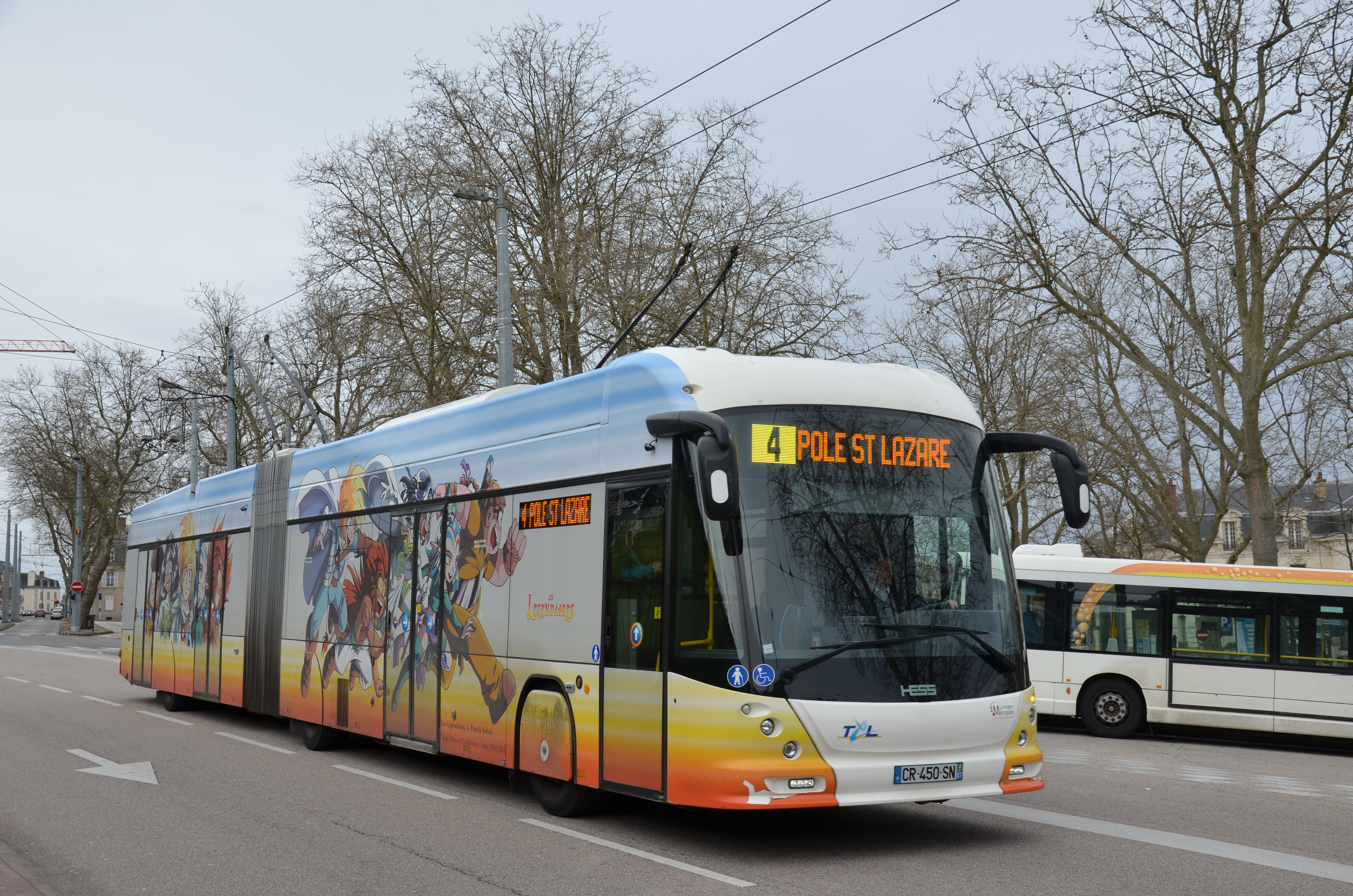
Trolleybus Hess Swisstrolley 4 près de l'arrêt « Place Winston Churchill » sur la ligne 4

Le parc de trolleybus est composé de trente-huit trolleybus dont des Irisbus Cristalis ETB12 et des Hess Swisstrolley 4. Sept nouveaux trolleybus Iveco Crealis ont été mis en service en novembre 2019 (3) puis en janvier 2023 (4)
| Tableau récapitulatif | Tableau récapitulatif | Tableau récapitulatif | Tableau récapitulatif | Tableau récapitulatif                          | Tableau récapitulatif                            |
| Illustration          | Modèle                | Nombre                | Numéros de parc       | Mise en service                                | Observations - Particularités                    |
| --------------------- | --------------------- | --------------------- | --------------------- | ---------------------------------------------- | ------------------------------------------------ |
|                       | ETB12                 | 27                    | 101 à 127             | 2006 à 2007 et 2009 à 2011                     | En service sur les lignes : 1, 2, 5 et 6.        |
|                       | Swisstrolley 4        | 4                     | 901 à 904             | décembre 2012 à janvier 2013                   | En service sur la ligne 1                        |
|                       | Crealis IMC           | 7                     | 911 à 917             | novembre 2019 à janvier 2020 puis janvier 2023 | En service sur la ligne 4 : bus 100 % électrique |

### Ancien matériel

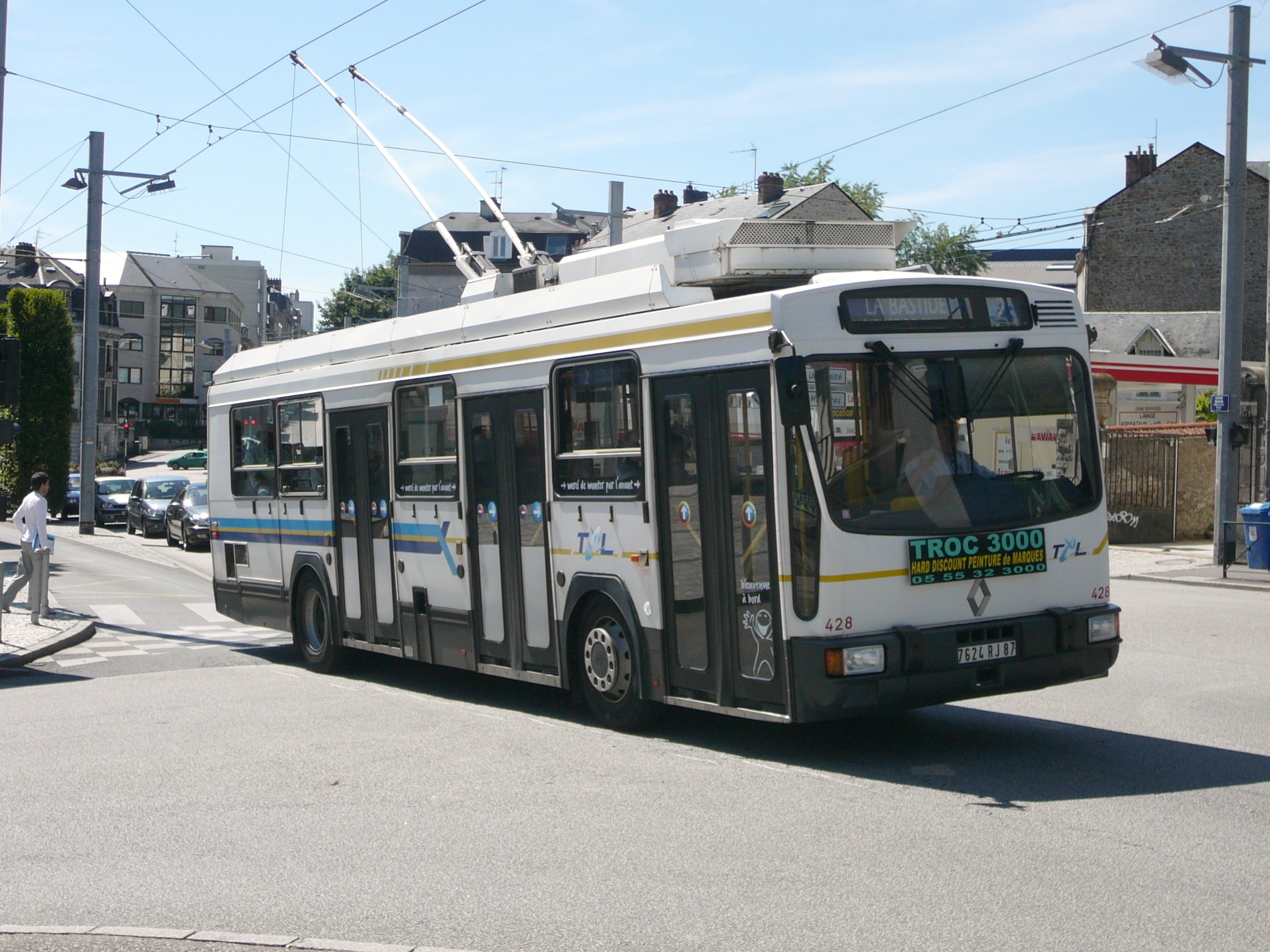
Un Renault ER 100.2H

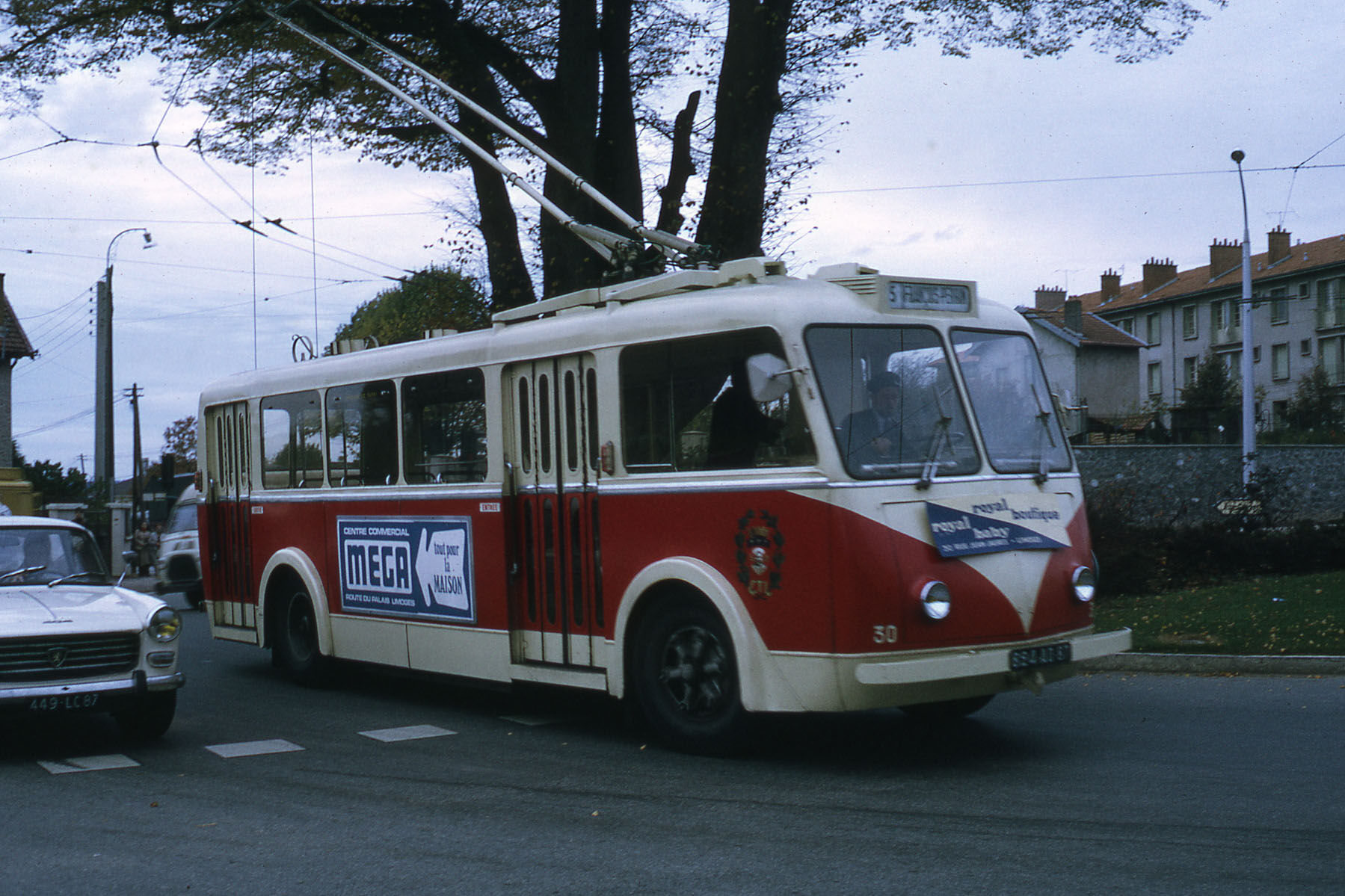
Un Vetra CB 60 à Limoges en 1972

La Compagnie des Tramways Électriques de Limoges fait l'achat lors de la reconversion du tramway en trolleybus de trente-trois Vétra CB60 et dix Vétra VCR entre 1943 et 1953. En 1951, deux CS60 sont rachetés au réseau du Mans et en 1960 trois Berliet ELR viennent compléter ce parc. Devenue la Compagnie des Trolleybus de Limoges, la CTL (ex CTEL), rachète à la RATP vingt-quatre Vétra VBRh qui sont mis en service en 1966-67. À la fin de leur vie, les véhicules Vétra les plus anciens ont parcouru plus de deux millions de kilomètres au cours de leur carrière longue de plus de quarante ans.
L'ancien trolley Vétra-Berliet VBRh no 272 est actuellement préservé par le musée français des transports urbains.